# ウスイロイルカ属
ウスイロイルカ属（薄色海豚属、Sousa）は、鯨偶蹄目マイルカ科に属する属の一つ。背中の瘤（こぶ）状の隆起と、成長すると大きく伸びる背びれが特徴である。

## 分類
以下の現生種の分類・英名は、Committee on Taxonomy (2024) に従う。和名は田島・山田 (2021) に従う。
- Sousa chinensis シナウスイロイルカ Indo-Pacific humpback dolphin
- Sousa plumbea ウスイロイルカ Indian Ocean humpback dolphin
- Sousa sahulensis オーストラリアウスイロイルカ Australian humpback dolphin
- Sousa teuszii アフリカウスイロイルカ Atlantic humpback dolphin

ウスイロイルカ属に属する種の分類は複雑であり、専門家の間でも論争になっている。
1990年代半ばまでは、多くの専門家はシナウスイロイルカ（Indo-Pacific Humpback Dolpin）とアフリカウスイロイルカ（Atlantic Humpback Dolphin）の2種であると考えていた。
しかし、1998年、Riceによって発表された系統的な分類法では、シナウスイロイルカ（Indo-Pacific Humpback Dolpin）がシナウスイロイルカ（Pacific Humpback Dolphin、S. chinensis）とウスイロイルカ（Indian Humpback Dolphin、S. plumbea）に分けられ、アフリカウスイロイルカ（Atlantic Humpback Dolphin、S. teuszii）と合わせ、計3種に分類された。
シナウスイロイルカとウスイロイルカの境界はインドネシアのスマトラ島としたが、交雑は不可避であろうと考えられている。
一方で、オーストラリアの研究者であるGraham Rossは「最近の形態学的研究からは、部分的には遺伝子解析によっても裏付けられているのだが、S. chinensisと呼ばれるべき単一の種（ただし変化しやすい）から成っていると言える」と言っている。
2014年に第4の種として、オーストラリアウスイロイルカがThomas A. JeffersonとHoward C. Rosenbaumによって記載された。

## 保護
ウスイロイルカ属は全種がワシントン条約附属書Iに掲載されている。